# 希罗基布里耶格
希罗基布里耶格是波斯尼亚和黑塞哥维那实体之一波黑联邦西赫塞哥維納州的城市及市镇。市镇面积为387.6平方公里，2013年人口数量为28,929人。

## 人口
1991年人口普查时希罗基布里耶格市镇内有26,437名居民：
- 26,231 克族 (99.2%)
- 147 塞族 (0.6%)
- 19 南斯拉夫人 (0.07%)
- 9 波族 (0.03%)
- 31 其他 (0.1%)

市镇中心城区的居民数量为6,864人，99.37%为克族。

## 体育
希羅基布里耶格足球俱樂部的主场在此地。该俱乐部成立于1948年。其主场为佩察拉体育场，为波黑仅有的两个达到UEFA第3类级别的球场之一。该体育场可容纳7,000名观众。